# روبرت نيلسون (لاعب كريكت بريطاني)
روبرت نيلسون (7 أغسطس 1912 - 29 أكتوبر 1940) (بالإنجليزية: Robert Nelson) هو لاعب كريكت بريطاني (وحمل سابقاً جنسية المملكة المتحدة لبريطانيا العظمى وأيرلندا).